# Reichenbach (Lautertal)

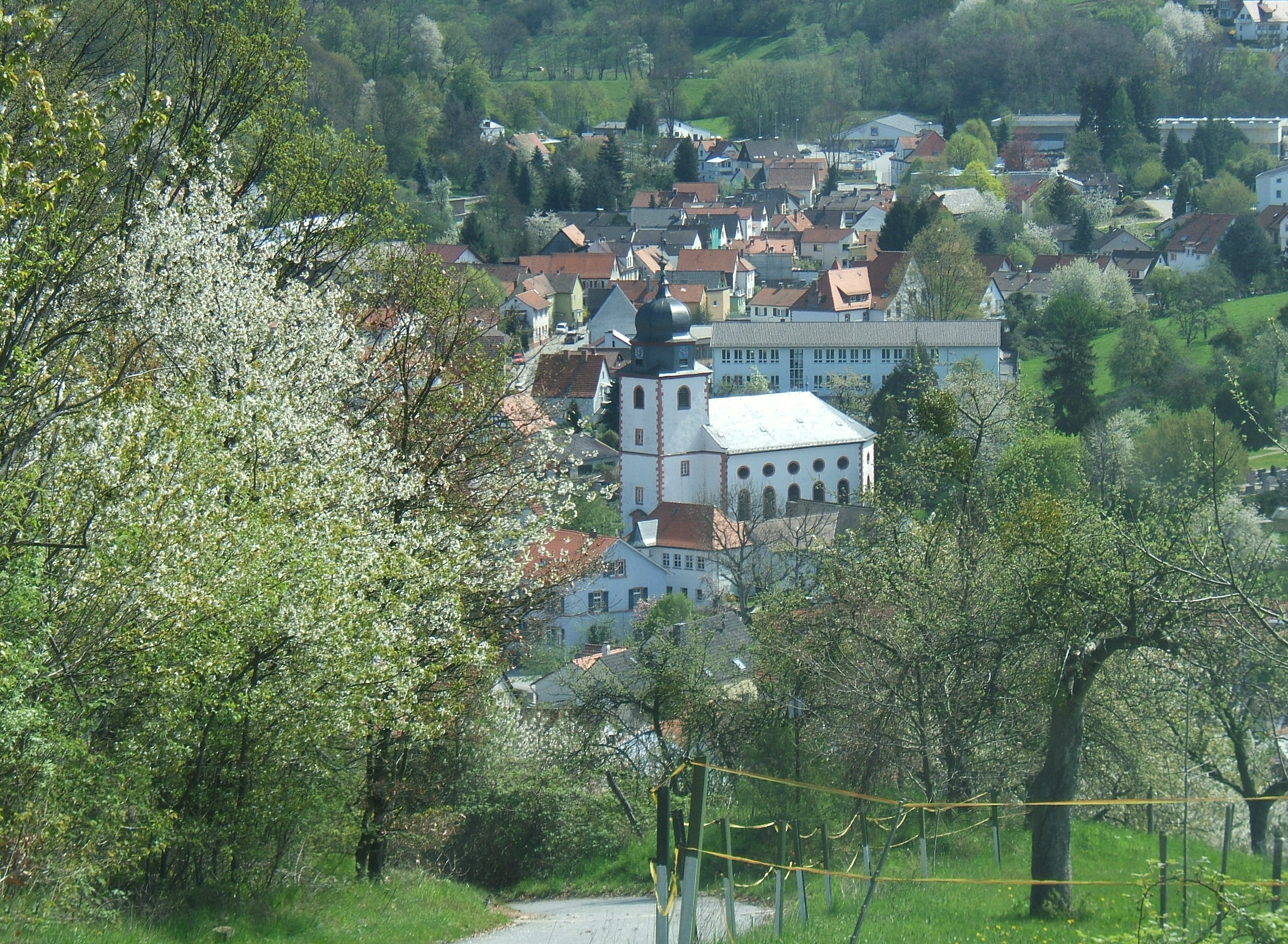
Ev. Kirche Reichenbach

Reichenbach ist als Sitz der Gemeindeverwaltung der Hauptort der Gemeinde Lautertal (Odenwald) im Landkreis Bergstraße in Hessen und deren nach Einwohnerzahl größter Ortsteil. Es liegt (Luftlinie) 50 Kilometer südlich von Frankfurt am Main und 33 Kilometer nördlich von Heidelberg.

## Geographie
Der Ortsteil Reichenbach liegt im Zentrum des oberen Tales der Lauter im Odenwald. Es entstand als geschlossenes Haufendorf bei einseitiger Tallage. In der Ortslage münden von links (Süden) kommend der Reichenbach und von Norden kommend der Graulbach zusammen mit dem Felsbach in die Lauter. Im Norden schließt die Gemarkung das Felsenmeer mit ein, das sich auf der bewaldeten Südostflanke des 514 Meter hohen Felsberg ausbreitet. Das Gebiet des Ortsteils besteht aus der Gemarkung Reichenbach mit einer Fläche von 880 Hektar, davon sind 275 Hektar Wald. In der Gemarkung liegen die folgenden aktuellen bzw. historischen Siedlungsplätze:
- Wüstung Grauelbach[5]
- Wüstung Hohenrode[6]
- Hof Hohenstein[7]
- Hof Höllenacker[8]
- Siedlung Rödchen[9]

Im Westen reicht die Gemarkung bis zum „Teufelsberg“ (374 m), dem das Naturdenkmal „Borstein“ vorgelagert ist und im Südosten bis zum Hohenstein. Der 1901 auf dem Felsberg erbaute Ohlyturm ist der höchste Punkt der Gemarkung Reichenbach.
Die nächstgelegenen Ortschaften sind im Norden Beedenkirchen, im Nordosten Lautern, Knoden mit Breitenwiesen und Schannenbach im Südosten sowie Elmshausen im Südwesten.
Eine geografische Besonderheit – die sich auch im Namen des Ortes widerspiegelt – ist, dass neben der Lauter weitere neun Bäche in den Ort fließen und über die Lauter in den Rhein bei Gernsheim  entwässern. Dies sind der Felsbach, der Felsenmeerbach, der Graulbach, der Tränkbach, der Bach von Katzenstein, der Vorbach, der Reichenbach, der Schachertbach/Flutgraben und das Höhwiesenbächlein, auch Haurodbach genannt. Ein Großteil dieser Bäche fließt im Ort unterirdisch. Durch den Zusammenfluss der Gewässer und die besondere Topografie von Reichenbach, mit relativ steilen Hängen, können bei Starkregen große Wassermassen in den Ort gelangen und tiefer gelegene Ortsteile überfluten. Um die Wassermassen der Lauter nach Starkregen aufhalten zu können, befindet sich oberhalb des Ortes, im Lautertal, ein Hochwasserrückhaltebecken.

## Geschichte

### Von den Anfängen bis zum 18. Jahrhundert
Die erste urkundliche Erwähnung des Orts erfolgte 1012 unter dem Namen Richinbach, als König Heinrich II. auf Bitten von Abt Bodo des Klosters Lorsch diesem den Forst- und Wildbann innerhalb der Mark Michelstadt und der „Mark Heppenheim“ auf ewig verlieh. Der Name Reonga, der in den Grenzbeschreibungen der „Mark Heppenheim“ aus den Jahren 773 und 795 vorkommt, bezieht sich nicht auf Reichenbach, sondern auf einen Grenzpunkt der Mark auf dem Höhenrücken Felsberg – Neunkirchner Höhe.
Als Kaiser Friedrich II. im Jahre 1232 die bisherige Reichsabtei Lorsch dem Erzbistum Mainz und dessen Bischof Siegfried zur Reform überstellte, befand sich das Gebiet des späteren Amtes Schönberg, zu dem auch Reichenbach gehörte, im Besitz der Kurpfalz. Aus dem Jahr 1488 ist bekannt, dass der Pfalzgraf dort Bede von 11 Huben und drei Hofstätten bezog.
Aus dem Mittelalter sind eine Reihe Grundherren überliefert. So traten die Adelsgeschlechter von Bolanden, von Nackheim und die Schenken von Erbach auf, die Güter in Reichenbach als pfälzische Lehen empfingen. Die Hohe Gerichtsbarkeit über den Ort wurde durch die Zent Heppenheim ausgeübt, deren oberster Richter der 1267 erstmals erwähnte Burggraf auf der Starkenburg (über Heppenheim) war. Die Niedere Gerichtsbarkeit wurde durch das Ortsgericht ausgeübt, das die Pfalzgrafen zeitweise den Kreisen zu Weinheim und Lindenfels als Lehen vergaben. Das Adelsgeschlecht derer von Weinheim starb 1407 aus und ihr Erbe fiel an die Ulner von Dieburg. Aus dem Jahr 1514 ist überliefert, dass das Gericht aus dem Schultheiß und acht Schöffen bestand, die im Hause des Wirts Christian Hansen im Namen des Pfalzgrafen, des Ulner von Dieburg und des Schenken von Erbach Recht sprachen. In den Jahren 1561 und 1563 kamen die pfälzischen und ulnerschen Anteile durch Tausch an die Grafen zu Erbach. Reichenbach gehörte unter erbachischer Herrschaft zum Amt Schönberg.
Im Zuge der Bayrischen Fehde verwüsteten Truppen des Landgrafen Wilhelm II. von Hessen im Jahr 1504 die Burg Schönberg und das ganze Tal der Lauter. Der Landgraf führte als Vollzieher der gegen die Kurpfalz verhängten Reichsacht einen Feldzug gegen die Kurpfalz und deren Verbündete, zu denen auch die Grafen von Erbach zählten.
Im 16. Jahrhundert hielt die Reformation auch im Odenwald Einzug. Bis 1544 hatten die Grafen von Erbach für ihre Grafschaft das lutherische Glaubensbekenntnis eingeführt, und auch die pfälzischen Herrscher sympathisierten offen mit dem lutherischen Glauben, aber erst unter Ottheinrich (Kurfürst von 1556 bis 1559) erfolgte der offizielle Übergang zur lutherischen Lehre. Die Untertanen hatten ihren Herrschern damals auch in Glaubensfragen zu folgen (Cuius regio, eius religio, lateinisch für wessen Gebiet, dessen Religion). In kirchlicher Hinsicht war Reichenbach ursprünglich eine Filiale der Pfarrei Bensheim, allerdings hatte der Ort bereits vor der Reformation eine eigene Pfarrei. Nach der Reformation gehörten zum lutherischen Kirchspiel Reichenbach die Filialdörfer Hohenstein (heute ein Forsthaus in der Gemarkung Reichenbach), Lautern, Gadernheim, Raidelbach, Elmshausen sowie die Lutheraner der ehemals erbachischen Orte Knoden und Breitenwiesen. Die letzten beiden Orte waren 1561 zusammen mit Mittershausen, Mitlechtern, Schannenbach, Ober-Laudenbach und Scharbach gegen den pfälzischen Anteil an Reichenbach eingetauscht worden. Den großen Zehnt in Reichenbach erhielt zu zwei Dritteln die Herrschaft Erbach und zu einem Drittel das Domkapitel zu Mainz. Vom kleinen Zehnten erhielt die Erbacher Herrschaft ebenfalls zwei Drittel, während die Pfarrei in Reichenbach ein Drittel erhielt.
Anfang des 16. Jahrhunderts erhielten die Schenken Valentin I. und Eberhard XI. vom Pfälzer Kurfürsten Ludwig VI. die „lehnsherrliche“ Genehmigung zur Anlage eines Bleibergwerks in Reichenbach. Diese erste Betriebsphase dauerte nicht lange, denn nach dem Eindringen von Wasser wurde die Grube wieder aufgegeben. Später wurde der Betrieb mehrfach wieder aufgenommen, wobei nach Kupfer und Silber geschürft wurde. Erst 1944 wurden die Bergbauaktivitäten endgültig eingestellt. (Siehe auch Liste von Bergwerken im Odenwald.)
Nach den Verwüstungen in der Bayerischen Fehde konnte sich das Amt Schönberg erholen bis zum Dreißigjährigen Krieg, der 1618 begann. Besonders in den letzten Friedensjahren war eine rege Bautätigkeit in Schloss Schönberg und den Dörfern zu verzeichnen.
Spätestens 1622 hatte auch das Amt Schönberg unter dem Krieg zu leiden, als das Amt von Truppen der Liga mehrfach überfallen und geplündert wurde. Mitte der 1630er Jahre folgte mit dem Schwedisch-Französischen Krieg das blutigste Kapitel des Dreißigjährigen Krieges. Aus der Region berichteten die Chronisten aus jener Zeit: „Pest und Hunger wüten im Land und dezimieren die Bevölkerung, sodass die Dörfer öfters völlig leer stehen“. Als im Jahre 1648 Friede geschlossen wurde, war die Bevölkerung in der Region auf ein Viertel geschrumpft, etliche Dörfer waren über Jahre menschenleer. Nach kurzer Friedenszeit folgten die französischen Reunionskriege, die für die Region neue Heimsuchungen brachten. Im Herbst 1696 wurde im Pfälzischen Erbfolgekrieg das Schloss Schönberg überfallen. Erst mit dem Frieden von Rijswijk, 1697, zogen sich die Franzosen hinter den Rhein zurück.
Im Jahr 1717 kam es zur Teilung des Erbacher Grafenhauses und Schloss Schönberg wurde Sitz der jüngeren Linie Erbach-Schönberg unter Graf Georg August zu Erbach-Schönberg. Dieser erhielt die Ämter Schönberg und König und die Hälfte der Herrschaft Breuberg. Die Linie Erbach-Schönberg machte die Burg zu ihrem Wohnsitz, wodurch sie ihren heutigen Schlosscharakter erhielt.

### Vom 19. Jahrhundert bis heute
Am 14. August 1806 erhob Napoleon die Landgrafschaft Hessen-Darmstadt zum Großherzogtum. Die Grafschaft Erbach wurde mediatisiert zum größten Teil in das Großherzogtum eingegliedert. Dazu gehörte auch das „Amt Schönberg“, das vorerst als standesherrschaftliches Amt erhalten blieb.
Der Wiener Kongress 1814/15 bestätigte die Zugehörigkeit der ehemaligen Grafschaft Erbach zum „Fürstentum Starkenburg“ des Großherzogtums Hessen. 1816 wurden im Großherzogtum Provinzen gebildet und das zuvor als „Fürstentum Starkenburg“ bezeichnete Gebiet in „Provinz Starkenburg“ umbenannt. 1821/22 wurden im Rahmen einer umfassenden Verwaltungsreform die Amtsvogteien in den Provinzen Starkenburg und Oberhessen des Großherzogtums aufgelöst und Landratsbezirke eingeführt, wobei 1822 das Amt Schönberg dem Landratsbezirk Lindenfels zugeteilt wurde. Im Rahmen dieser Reform wurden auch Landgerichte geschaffen, die jetzt unabhängig von der Verwaltung waren. Die Landgerichtsbezirke entsprachen in ihrem Umfang den Landratsbezirken und für den Landratsbezirk Lindenfels war das Landgericht Fürth als Gericht erster Instanz zuständig. Für das Amt Schönberg wurde die Niedere Gerichtsbarkeit im Namen der Standesherren durch den Landrat ausgeübt. Erst 1826 gingen alle Funktionen des ehemaligen standesherrschaftlichen Amts Schönberg an die Landesinstitutionen über. Diese Reform ordnete auch die Verwaltung auf Gemeindeebene. So war die Bürgermeisterei in Reichenbach auch für Hohenstein zuständig. Entsprechend der Gemeindeverordnung vom 30. Juni 1821 gab es keine Einsetzungen von Schultheißen mehr, sondern einen gewählten Ortsvorstand, der sich aus Bürgermeister, Beigeordneten und Gemeinderat zusammensetzte.
Die Statistisch-topographisch-historische Beschreibung des Großherzogthums Hessen berichtet 1829 über Reichenbach:

„Reichenbach (L. Bez. Lindenfels) luth. Pfarrdorf; liegt an der Lauter 2 St. von Lindenfels, und gehört dem Grafen von Erbach-Schönberg. Der Ort besteht aus 104 Häusern und 830 Seelen, die bis auf 5 Reform., 5 Kath. und 52 Juden lutherisch sind. Die Kirche wurde 1748 gebaut. Außer 3 Mahlmühlen befindet sich eine Papiermühle hier. Jährlich werden 3 Krämermärkte gehalten. – In der Heppenheimer Markbeschreibung 773 kommt ein Reonga vor, worunter wahrscheinlich Reichenbach verstanden ist. Auch wird der Ort in der Lorscher Wildbannsbeschreibung 1012 genannt. Im Jahr 1514 war Reichenbach noch pfälzisches unmittelbares Eigenthum, und 1561 wurde es von Churpfalz tauschweise an Erbach abgetreten. Der Ort war noch 1521 ein Filial von Bensheim, wurde aber 1523 zur Pfarrei erhoben. Die Grafen von Erbach machten den Kirchsatz von Churpfalz lehnbar. Hier ist schon seit undenklichen Zeiten Bergbau getrieben worden. Im Jahr 1806 kam Reichenbach unter Hess. Hoheit.“

1832 wurden Kreise geschaffen. Nach der am 20. August 1832 bekanntgegebenen Neugliederung sollte es in Süd-Starkenburg künftig nur noch die Kreise Bensheim und Lindenfels geben; der Landratsbezirk von Heppenheim sollte in den Kreis Bensheim fallen. Noch vor dem Inkrafttreten der Verordnung zum 15. Oktober 1832 wurde diese aber dahingehend revidiert, dass statt des Kreises Lindenfels neben dem Kreis Bensheim der Kreis Heppenheim als zweiter Kreis gebildet wurde, zu dem jetzt Reichenbach gehörte. Mit der Großherzoglichen Regierungsverordnung Nr. 37 vom 31. Dezember 1839 wurde mit Wirkung zum 15. Januar 1840 Reichenbach dem Kreis Bensheim zugeteilt.
Ab 1839 wurde die Nibelungenstraße von Bensheim ins Lautertal bis Lindenfels ausgebaut und damit ein wichtiger Betrag zur Verbesserung der Infrastruktur des vorderen Odenwaldes geschaffen. Eine weitere Verbesserung wurde durch die Eröffnung der Main-Neckar-Bahn 1846 erreicht, die Bensheim zunächst mit Langen, Darmstadt und Heppenheim verband und wenig später bis Frankfurt, Heidelberg und Mannheim reichte.
Im Neuestes und gründlichstes alphabetisches Lexicon der sämmtlichen Ortschaften der deutschen Bundesstaaten von 1845 finden sich folgender Eintrag:

„Reichenbach, – Dorf mit luther. Pfarrkirche, hinsichtlich der Katholischen zur Pfarrei Bensheim gehörig, – 104 H. 830 (meistens evangel.) E. – Großherzogthum Hessen, – Provinz Starkenburg. – Kreis Bensheim. – Landger. Zwingenberg. – Hofger. Darmstadt. – Das Dorf Reichenbach, an der Lauter gelegen und zur Standesherrschaft des Grafen von Erbach-Schönberg gehörig, hat 3 Mahlmühlen und 1 Papiermühle, sowie auch 3 Krammärkte. In der Gemarkung wird Bergbau getrieben. Der Ort ist im J. 1806 erst unter großherzogl. hessische Souveränität gestellt worden.“

Am 31. Juli 1848 wurden in den Provinzen die Kreise und die Landratsbezirke des Großherzogtums abgeschafft und durch „Regierungsbezirke“ ersetzt, wobei die bisherigen Kreise Bensheim und Heppenheim zum Regierungsbezirk Heppenheim vereinigt wurden. Bereits vier Jahre später, im Laufe der Reaktionsära, kehrte man zur Einteilung in Kreise zurück und Reichenbach wurde wieder Teil des Kreises Bensheim.
Die im Dezember 1852 aufgenommenen Bevölkerungs- und Katasterlisten ergaben für Reichenbach: Lutherisches Pfarrdorf mit 1041 Einwohnern. Die Gemarkung besteht aus 2981 Morgen, davon 1202 Morgen Ackerland, 396 Morgen Wiesen und 1237 Morgen Wald, sowie dem ehemaligen Dörfchen Hohenstein mit 154 Morgen Ackerland, 97 Morgen Wiesen und 317 Morgen Wald. Dort wird jetzt Bergbau betrieben.
In den Statistiken des Großherzogtums Hessen werden, bezogen auf Dezember 1867, für das Pfarrdorf Reichenbach mit eigener Bürgermeisterei 141 Häuser, 1116 Einwohner, der Kreis Bensheim, das Landgericht Zwingenberg, die evangelische Pfarrei Reichenbach mit dem Dekanat in Lindenfels und die katholische Pfarrei Lindenfels des Dekanats Heppenheim angegeben. Zur Gemarkung gehörte außerdem das Reichenbacher Kupferbergwerk (1 Haus, 4 Einw.) und der Hof Hohenstein (1 Haus, 12 Einw.). Das zuständige Steuerkommissariat ist Zwingenberg, die Distriktseinnehmerei Bensheim und Obereinnehmerei Bensheim. Die Domanialverwaltung besteht aus dem Rentamt Lindenfels, dem Forstamt Jugenheim mit der Oberförsterei Zwingenberg.
Am 3. April 1892 wurde in Reichenbach die erste Freiwillige Feuerwehr im Lautertal gegründet. Als erste Ausstattung wurden durch die Gemeinde zwei fahrbare Handdruckspritzen mit Zubehör sowie zwei Steigergeräte zur Verfügung gestellt. 1932 wurde erstmals eine Motorspritze beschafft, womit sie zu den am besten ausgerüsteten Feuerwehren des Kreises Bensheim gehörte. Seit 1898 gibt es in Reichenbach ein öffentliches Wasserversorgung, die durch Wassergenossenschaft Reichenbach erbaut und anfangs durch sie betrieben wurde. Dazu wurden an der Straße nach Beedenkirchen Quellenfassungen, Quellenkammeren und ein Hochbehälter errichtet, von dem das Wasser über Rohrleitungen an die einzelnen Haushalte verteilt wurde. 1907 wurden alle Einrichtungen für 46.000 Reichsmark an die Gemeinde verkauft.
Am 19. Oktober 1902 wurde das neue Schulhaus eingeweiht, mit dessen Bau 1901, nach zwölfjährigen Streitigkeiten zwischen Gemeinderat und Kommunalaufsicht, begonnen worden war. Obwohl die Schulsituation völlig unzumutbar war, sperrte sich der Gemeinderat aus finanziellen Gründen jahrelang gegen einen Neubau. Der Bergsträßer Anzeiger schrieb: »In den drei Schulsälen im heutigen alten Rathaus wurden auf engstem Raum 222 Kinder unterrichtet. 56 weitere erhielten ihren Unterricht in der „Beutelschule“, der späteren Jugendherberge (heute Vereinshaus). Alle Räume waren feucht, nicht selten kamen Schwammbildungen vor, die Lichtverhältnisse waren unzureichend.«
Im Ersten Weltkrieg hatte Reichenbach 61 Gefallene zu beklagen.
Am 24. Juli 1927 feierte die „Freie Turn- und Sportvereinigung Reichenbach“ ihre Fahnenweihe. Die Feierlichkeiten waren nicht als normales Vereinsfest konzipiert, sondern als Demonstration der Stärke der Arbeiterbewegung. Ein großer Festzug wurde organisiert, der durch „prächtigen Triumphbögen“, geschmückt mit schwarz-rot-goldenen Fahnen der jungen Republik und den rot-weißen Fahnen des Volksstaates Hessen, führte. Das Programm auf dem Festplatz wurde durch den Freiheitschor der Arbeitersänger eingeleitet. Höhepunkt der sportlichen Darbietungen war eine „Massenpyramide“. Daneben gab es noch einen Fackelzug der örtlichen Vereine, ein Feuerwerk und Tanz in den Gasthäusern. Vierzig Delegationen aus anderen Arbeitervereinen waren angereist. Die Arbeitervereine verstanden sich damals als „Bollwerk gegen die Hitler“, was in den 1930er Jahren zu deren weitgehender Auflösung führte.
Im November 1938 brachte die sogenannte Reichskristallnacht den jüdischen Mitbürgern Not und Elend. Die israelitische Gemeinde Reichenbach hatte 1939 nur noch vier Mitglieder; die übrigen 36 waren infolge der zunehmenden Repressalien ausgewandert oder weggezogen. Neun jüdische Einwohner aus Reichenbach kamen infolge der nationalsozialistischen Gewaltherrschaft ums Leben.
Zum 1. November 1938 trat eine umfassende Gebietsreform auf Kreisebene in Kraft. In der ehemaligen Provinz Starkenburg war der Kreis Bensheim besonders betroffen, da er aufgelöst und zum größten Teil dem Kreis Heppenheim zugeschlagen wurde. Der Kreis Heppenheim übernahm auch die Rechtsnachfolge des Kreises Bensheim und erhielt den neuen Namen Landkreis Bergstraße.
Im Zweiten Weltkrieg hatte Reichenbach 186 gefallene oder vermisste Soldaten zu beklagen.
Wie die Einwohnerzahlen von 1939 bis 1950 zeigen, nahm auch Reichenbach nach dem Krieg viele Flüchtlinge und Vertriebene aus den ehemaligen deutschen Ostgebieten auf.
Im Jahr 1961 wurde die Gemarkungsgröße mit 785 ha angegeben, davon waren 275 ha Wald.
Im Zuge der Gebietsreform in Hessen genehmigte die Landesregierung mit Wirkung vom 31. Dezember 1971 die Eingliederung der Gemeinde Beedenkirchen in die Gemeinde Reichenbach. Mit gleichem Datum genehmigte sie sodann den Zusammenschluss der Gemeinde Reichenbach und anderer Gemeinden zu einer Gemeinde mit dem Namen Lautertal. Damit gehörte Reichenbach zu den Gründungsgemeinden der Gemeinde Lautertal. Für den Ortsteil Reichenbach wurde ein Ortsbezirk nach der Hessischen Gemeindeordnung eingerichtet.
Nachdem die Bevölkerung lange fast ausschließlich von der Landwirtschaft gelebt hatte, haben sich bis heute einige Steinverarbeitungsbetriebe erhalten, die neben dem Tourismus durch das nahe gelegene Felsenmeer und dem mittlerweile geschlossenen Standort der Ciba-Geigy in Lautern lokale Arbeitsplätze bieten. Der im 19. Jahrhundert betriebene Kupferbergbau ging bereits 1944 endgültig zu Ende. Wie in allen Orten des vorderen Odenwaldes gibt es auch in Reichenbach viele Pendler, die Arbeit im Rhein-Main- und Rhein-Neckar-Raum finden.

### Verwaltungsgeschichte im Überblick
Die folgende Liste zeigt die Staaten und Verwaltungseinheiten, denen Reichenbach angehört(e):
- vor 1561: Heiliges Römisches Reich, Kurpfalz, Amt Lindenfels, Thal-Zent
- ab 1561: Heiliges Römisches Reich, Grafschaft Erbach,[Anm. 2] Amt Schönberg
- ab 1717: Heiliges Römisches Reich, Grafschaft Erbach-Schönberg (Anteil an der Grafschaft Erbach), Amt Schönberg
- ab 1806: Großherzogtum Hessen (Souveränitätslande),[Anm. 3] Fürstentum Starkenburg  Amt Schönberg (zur Standesherrschaft Erbach gehörig)
- ab 1815: Großherzogtum Hessen (Souveränitätslande), Provinz Starkenburg, Amt Schönberg
- ab 1821: Großherzogtum Hessen, Provinz Starkenburg, Landratsbezirk Lindenfels[Anm. 4]
- ab 1832: Großherzogtum Hessen, Provinz Starkenburg, Kreis Heppenheim
- ab 1840: Großherzogtum Hessen, Provinz Starkenburg, Kreis Bensheim
- ab 1848: Großherzogtum Hessen, Regierungsbezirk Heppenheim
- ab 1852: Großherzogtum Hessen, Provinz Starkenburg, Kreis Bensheim
- ab 1871: Deutsches Reich,[Anm. 5] Großherzogtum Hessen, Provinz Starkenburg, Kreis Bensheim
- ab 1874: Deutsches Reich, Großherzogtum Hessen, Provinz Starkenburg, Kreis Bensheim
- ab 1918: Deutsches Reich, Volksstaat Hessen,[Anm. 6] Provinz Starkenburg, Kreis Bensheim
- ab 1938: Deutsches Reich, Volksstaat Hessen, Landkreis Bergstraße[43][Anm. 7]
- ab 1945: Deutsches Reich, Amerikanische Besatzungszone,[Anm. 8] Groß-Hessen, Regierungsbezirk Darmstadt, Landkreis Bergstraße
- ab 1946: Deutsches Reich, Amerikanische Besatzungszone, Hessen, Regierungsbezirk Darmstadt, Landkreis Bergstraße
- ab 1949: Bundesrepublik Deutschland, Hessen, Regierungsbezirk Darmstadt, Landkreis Bergstraße

### Gerichte im Großherzogtum Hessen
Die erstinstanzliche Gerichtsbarkeit lag während der Zugehörigkeit zum Großherzogtum bis 1822 beim standesherrlichen Amt Schönberg. 1822 kam es zu einer Übereinkunft zwischen dem Großherzogtum und dem Grafen von Erbach-Schönberg. Die Aufgaben der Verwaltung und der Rechtsprechung wurden getrennt. Die Verwaltung kam zum Landratsbezirk Lindenfels, für die  Rechtsprechung wurde das Landgericht Schönberg eingerichtet. Diese relativ kleine Einheit hatte aber nur kurze Zeit Bestand und wurde 1826 dem Bezirk des Landgerichts Fürth zugeteilt. Bereits 1839 wechselte die Zuständigkeit für Reichenbach erneut: Gerichtlich kam es zum Landgericht Zwingenberg, verwaltungsseitig zum Kreis Bensheim.
Anlässlich der Einführung des Gerichtsverfassungsgesetzes mit Wirkung vom 1. Oktober 1879 wurden die bisherigen großherzoglichen Landgerichte durch Amtsgerichte an gleicher Stelle ersetzt, während die neu geschaffenen Landgerichte als Obergerichte fungierten. Erstinstanzlich zuständig war nun das Amtsgericht Zwingenberg im Bezirk des Landgerichts Darmstadt. 1934 wurde das Amtsgericht Zwingenberg aufgelöst und die Aufgaben wurden dem Amtsgericht Bensheim übertragen. 

## Bevölkerung

### Einwohnerstruktur 2011
Nach den Erhebungen des Zensus 2011 lebten am Stichtag dem 9. Mai 2011 in Reichenbach 2541 Einwohner. Darunter waren 84 (3,3 %) Ausländer. Nach dem Lebensalter waren 414 Einwohner unter 18 Jahren, 1038 zwischen 18 und 49, 546 zwischen 50 und 64 und 543 Einwohner waren älter. Die Einwohner lebten in 1113 Haushalten. Davon waren 324 Singlehaushalte, 330 Paare ohne Kinder und 327 Paare mit Kindern, sowie 108 Alleinerziehende und 24 Wohngemeinschaften. In 240 Haushalten lebten ausschließlich Senioren und in 726 Haushaltungen lebten keine Senioren.

### Einwohnerentwicklung
| • 1717: | 29 Centmänner, 11 Beisassen |

| Reichenbach: Einwohnerzahlen von 1829 bis 2022 | Reichenbach: Einwohnerzahlen von 1829 bis 2022 | Reichenbach: Einwohnerzahlen von 1829 bis 2022 | Reichenbach: Einwohnerzahlen von 1829 bis 2022 | Reichenbach: Einwohnerzahlen von 1829 bis 2022 |
| --- | ---------------------------------------------- | ---------------------------------------------- | ---------------------------------------------- | ---------------------------------------------- |
| Jahr |                                                |                                                |                                                | Einwohner                                      |
| 1829 | 1829                                           |                                                | 830                                            | 830                                            |
| 1834 | 1834                                           |                                                | 952                                            | 952                                            |
| 1840 | 1840                                           |                                                | 1.054                                          | 1.054                                          |
| 1846 | 1846                                           |                                                | 1.047                                          | 1.047                                          |
| 1852 | 1852                                           |                                                | 1.052                                          | 1.052                                          |
| 1858 | 1858                                           |                                                | 1.057                                          | 1.057                                          |
| 1864 | 1864                                           |                                                | 1.076                                          | 1.076                                          |
| 1871 | 1871                                           |                                                | 1.119                                          | 1.119                                          |
| 1875 | 1875                                           |                                                | 1.172                                          | 1.172                                          |
| 1885 | 1885                                           |                                                | 1.323                                          | 1.323                                          |
| 1895 | 1895                                           |                                                | 1.400                                          | 1.400                                          |
| 1905 | 1905                                           |                                                | 1.747                                          | 1.747                                          |
| 1910 | 1910                                           |                                                | 1.843                                          | 1.843                                          |
| 1925 | 1925                                           |                                                | 1.801                                          | 1.801                                          |
| 1939 | 1939                                           |                                                | 1.884                                          | 1.884                                          |
| 1946 | 1946                                           |                                                | 2.481                                          | 2.481                                          |
| 1950 | 1950                                           |                                                | 2.533                                          | 2.533                                          |
| 1956 | 1956                                           |                                                | 2.427                                          | 2.427                                          |
| 1961 | 1961                                           |                                                | 2.442                                          | 2.442                                          |
| 1967 | 1967                                           |                                                | 2.573                                          | 2.573                                          |
| 1970 | 1970                                           |                                                | 2.613                                          | 2.613                                          |
| 1980 | 1980                                           |                                                | ?                                              | ?                                              |
| 1990 | 1990                                           |                                                | ?                                              | ?                                              |
| 2000 | 2000                                           |                                                | ?                                              | ?                                              |
| 2011 | 2011                                           |                                                | 2.541                                          | 2.541                                          |
| 2013 | 2013                                           |                                                | 2.682                                          | 2.682                                          |
| 2022 | 2022                                           |                                                | 2.663                                          | 2.663                                          |
| Datenquelle: Historisches Gemeindeverzeichnis für Hessen: Die Bevölkerung der Gemeinden 1834 bis 1967. Wiesbaden: Hessisches Statistisches Landesamt, 1968. Weitere Quellen: LAGIS; Zensus 2011; Gemeinde Lautertal |                                                |                                                |                                                |                                                |

### Historische Religionszugehörigkeit
| • 1829: | 768 evangelisch-lutherische (= 92,53 %), 5 evangelisch-reformierte (= 0,60 %), 5 katholische (= 0,60 %), 52 jüdische (= 6,27 %) Einwohner |
| • 1961: | 2056 evangelische (= 84,19 %), 345 katholische (= 14,13 %) Einwohner                                                                      |

## Politik
Ortsbeirat
Für Reichenbach besteht ein Ortsbezirk (Gebiete der ehemaligen Gemeinde Reichenbach mit Ortsbeirat und Ortsvorsteher nach Maßgabe der §§ 81 und 82 HGO und des Kommunalwahlgesetzes in der jeweils gültigen Fassung). Der Ortsbeirat besteht aus sieben Mitgliedern. Bei den Kommunalwahlen in Hessen 2021 betrug die Wahlbeteiligung zum Ortsbeirat Reichenbach 63,15 %. Es wurden gewählt: jeweils zwei Mitglieder der SPD, der CDU und der „Lautertaler Bürgerliste“ (LBL) und ein Mitglied vom Bündnis 90/Die Grünen (Grüne). Der Ortsbeirat wählte Alfred Hogen (LBL) zum Ortsvorsteher.

## Verkehr
Durch das Tal der Lauter und damit durch Reichenbach verläuft die Bundesstraße 47, die Nibelungenstraße. Sie führt von Worms über Bensheim im Westen nach Lindenfels und Michelstadt im Osten. In der Ortsmitte zweigt die Landesstraße L 3098 nach Norden von der B 47 ab und führt über Beedenkirchen in Richtung Darmstadt. Reichenbach ist unter der Woche im Halbstundentakt, und an Wochenenden im Stundentakt mit dem ÖPNV erreichbar.

## Besonderheiten

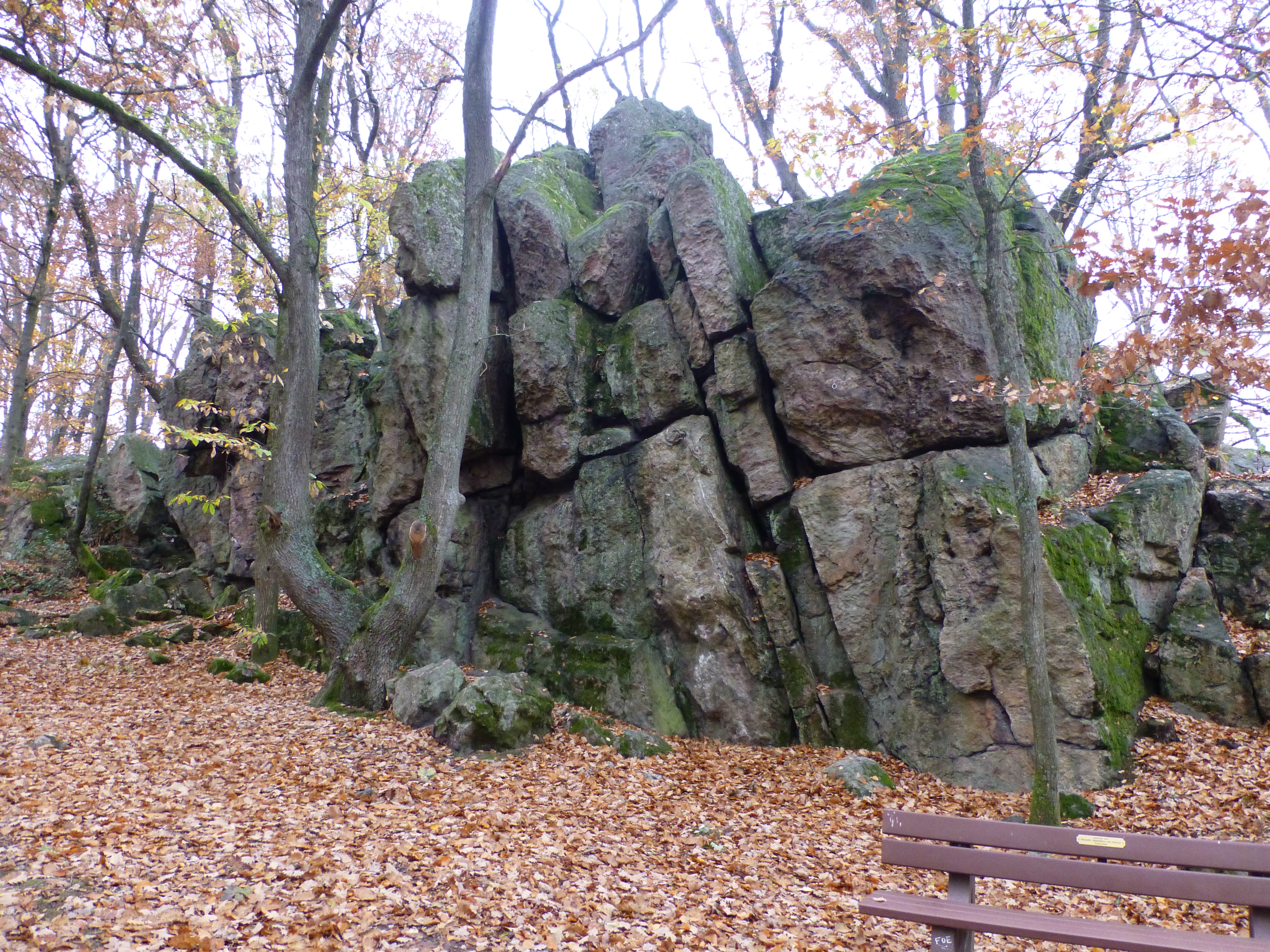
Felsformation Borstein (2018)

- Der Turm auf dem Felsberg (Odenwald), der 1901 erbaute Ohlyturm, wurde 2007 von einem Investor erworben und ist nach Abschluss von Sanierungsarbeiten für die Öffentlichkeit noch nicht wieder zugänglich.

- Der „Borstein“ ist ein 8 Meter hoher Kletterfelsen am Naturfreundehaus. Hier war ein maßgeblicher Fundort für den Odenwald-Quarz.[49] Östlich von Reichenbach liegt der „Hohenstein“; ein weiterer Kletterfelsen. Er wurde 2013 durch die Grundeigentümerin gesperrt, ist aber mittlerweile wieder zum Klettern freigegeben.[50]

- Im Jahre 2004 wurde Max Liebster zum Ehrenbürger seiner Heimatstadt Reichenbach ernannt.[51] Am 21. Juni 2013 wurde in Reichenbach ein Denkmal für ihn eingeweiht, eine Skulptur aus Granit und Bronze.[52]

## Söhne und Töchter der Stadt
- Johann Conrad Reiß (1701–1735), Lehrer und evangelischer Geistlicher
- Eduard Zentgraf (1882–1973), Forstwissenschaftler
- Rudolph Zentgraf (1884–1958), Oberkirchenrat und Superintendent
- Jakob Kindinger (1905–1986), kommunistischer Widerstandskämpfer, KZ-Häftling im KZ Buchenwald, Gewerkschafter[53]
- Max Liebster (1905–2008), jüdischer Überlebender der Shoa und Gründer einer Holocaust-Erinnerungs-Stiftung